# Elian Judas Finbert
Elian Judas Finbert, écrit aussi Elian J. Finbert, est un homme de lettres francophone d'origine juive né le 12 juin 1899 à Jaffa en Palestine et mort le 15 mai 1977.
Écrivain animalier, il créa en 1936 la collection Scènes de la vie des bêtes chez Albin Michel.

## Biographie
Elian Judas Finbert commença par écrire des romans et des livres de voyages sur l'Égypte. Il se fit chamelier et écrivit plusieurs livres sur les chameaux. Lors de la Seconde Guerre mondiale, il se réfugia en zone libre en 1940, comme les éditions Sequana (Juillard) dont il faisait partie, il fit la connaissance de Marie-Aimée Méraville qui le ravitailla. Après avoir suivi des cours, il devint berger transhumant en Aveyron, puis dans les Alpes-de-Haute-Provence et ce qui lui permit de consacrer plusieurs livres à ces sujets. Avant Le Destin difficile (paru en 1937), il vécut avec les clochards parisiens.
Par la suite, il publia toutes sortes de livres et de traductions (proverbes africains, Guide Bleu sur Israël, etc.). Il trouva « sa voie » quand il se mit à écrire des livres sur « les plus belles histoires de bêtes » (certaines relations avec des bêtes, à commencer par la guenon Noara de son enfance, l'ont considérablement marqué, il a déclaré : « Si j'ai une âme, c'est aux bêtes que je le dois »). Ce bestiaire lui attire cette dédicace de Colette: « Elian Finbert, de qui je suis bien jalouse parce qu'il sait mieux que moi parler aux bêtes ».
Il tint aussi une émission à la radio sur ce thème, et des rubriques dans des revues animalières.
Il reçut plusieurs prix de l'Académie française, celui de la Fondation Vernaguer, le prix Sully-Olivier de Serres, celui de la Pensée française et enfin le Grand prix Poncetton de la Société des Gens de Lettres (SGDL), créé en 1970, est attribué pour l'ensemble de son œuvre en 1974.

## Ouvrages
- 1925 : Sous le règne de la licorne et du lion
- 1928 : Le batelier du Nil
- 1929 : Le Fou de Dieu - prix de La Renaissance
- 1930 : Un homme vint de l'Orient"
- 1932 : Le Nil, fleuve du Paradis
- 1938 : La vie du chameau, vaisseau du désert, Albin Michel - prix Montyon[1]
- 1942 : La brebis et la vie pastorale, R. Julliard - prix d'Académie [1]
- 1946 : Le livre de la sagesse malgache
- 1948 : Hautes terres, Albin Michel
- 1948 : Le livre de la sagesse arabe : sentences exemplaires, R. Laffont
- 1949 : Le livre de la sagesse chinoise: sentences exemplaires, R. Laffont
- 1950 : Aspects du génie d'Israël, Cahiers du Sud
- 1950 : Le livre de la sagesse nègre : sentences exemplaires, R. Laffont
- 1953 : Les plus belles histoires de chiens
- 1953 : De la fourmi à l'éléphant, les plus belles histoires de bêtes
- 1954 : Vies des chiens célèbres
- 1954 : Les plus belles histoires de chats
- 1956 : Israel, Paris, Hachette (Hachette World Guides), 456 p.
- 1956 : Les plus belles histoires d'oiseaux
- 1956 : Pionniers d'Israël
- 1956 : La Table ronde
- 1956 : Histoires de singes
- 1956 : Comment les bêtes font l'amour ?
- 1960 : Renard le malaimé
- 1962 : Chevaux ; Les plus belles histoires de singes et d'éléphants
- 1962 : Noâra mon amour
- 1962 : Dictons et proverbes français de tous les jours, R. Morel
- 1965 : Les perroquets vous parlent ; Dictionnaire des proverbes du monde réunis, R. Laffont
- 1968 : Israël, Arthaud

## Prix
- 1933 : Prix de La Renaissance, pour Le Fou de Dieu
- 1939 : Prix Montyon de l'Académie française, pour La vie du chameau[1],
- 1942 : Prix d'Académie, pour La vie pastorale[1],
- 1953 : Prix Gustave Le Métais-Larivière de l'Académie française[1],
- 1956 : Prix Georges-Dupau de l'Académie française, pour l'ensemble de son œuvre[1],
- 1974 : Grand prix Poncetton[2].